# Demnitz (Steinhöfel)
Demnitz è una frazione del comune tedesco di Steinhöfel, nel Land del Brandeburgo.

## Storia
Nel 2003 il comune di Demnitz venne aggregato al comune di Steinhöfel.

## Geografia antropica
Il territorio della frazione di Demnitz comprende anche le località di Vorwerk Demnitz e Demnitzer Mühle.